# Erzbistum Maringá
Das Erzbistum Maringá (lateinisch Archidioecesis Maringaënsis, portugiesisch Arquidiocese de Maringá) ist eine in Brasilien gelegene römisch-katholische Erzdiözese mit Sitz in Maringá im Bundesstaat Paraná.

## Geschichte
Papst Pius XII. gründete das Erzbistum mit der Apostolischen Konstitution Latissimas partire Ecclesias am 1. Februar 1956 aus Gebietsabtretungen des Bistums Jacarezinho und es wurde dem Erzbistum Curitiba als Suffragandiözese unterstellt. Am 20. Januar 1968 verlor es einen Teil seines Territoriums an das Bistum Paranavaí.
Es wurde am 31. Oktober 1970 Teil der Kirchenprovinz des Erzbistums Londrina. Mit der Apostolischen Konstitution Quamquam est munus wurde es am 16. Oktober 1979 zum Metropolitanerzbistum erhoben.

## Ordinarien

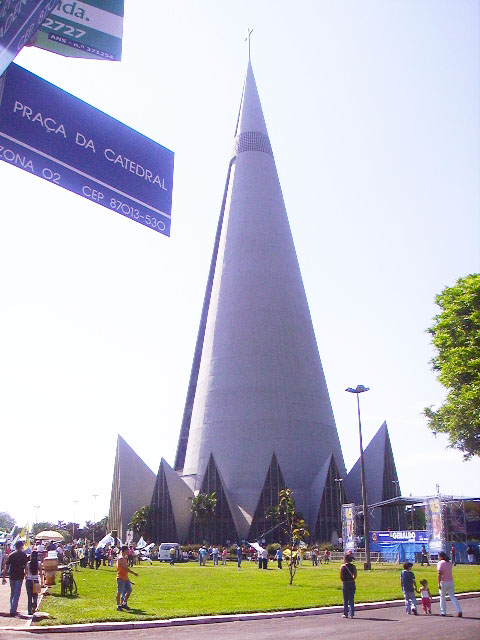
Catedral Metropolitana Basílica Nossa Senhora da Glória

### Bischof von Maringá
- Jaime Luiz Coelho (3. Dezember 1956 – 16. Oktober 1979)

### Erzbischöfe von Maringá
- Jaime Luiz Coelho (16. Oktober 1979 – 7. Mai 1997)
- Murilo Sebastião Ramos Krieger SCJ (7. Mai 1997 – 20. Februar 2002, dann Erzbischof von Florianópolis)
- João Braz de Aviz (17. Juli 2002 – 28. Januar 2004, dann Erzbischof von Brasília)
- Anuar Battisti (29. September 2004 – 20. November 2019)
- Severino Clasen OFM (seit 1. Juli 2020)